# تاکاهیرو کانمیتسو
تاکاهیرو کانمیتسو (ژاپنی: 金光 栄大؛ زادهٔ ۲۱ مارس ۱۹۸۶) یک بازیکن فوتبال اهل ژاپن است.
از باشگاه‌هایی که در آن بازی کرده‌است می‌توان به باشگاه فوتبال فاگیانو اوکایاما اشاره کرد.